# Lepanthes stefaniae
Lepanthes stefaniae är en orkidéart som beskrevs av Fredy Archila. Lepanthes stefaniae ingår i släktet Lepanthes och familjen orkidéer.
Artens utbredningsområde är Guatemala. Inga underarter finns listade i Catalogue of Life.